# Impronta (psicología)
Impronta (también impresión o troquelado) es un término usado en psicología y etología que describe cualquier tipo de aprendizaje ocurrido en cierta fase crítica, ya sea en una edad o etapa de vida particular, que es rápido y aparentemente independiente de la importancia de la conducta. Fue usado originalmente para describir situaciones en las cuales un animal o persona aprende las características de algún estímulo, el cual se "impronta" en el sujeto.
La impronta hipotéticamente tiene un periodo crítico. Por ejemplo, un patito aprenderá a seguir a la primera entidad que le sea expuesta por un periodo prolongado, independiente de si es su madre o no, o siquiera es un pato.

## Síndrome del patito
En la interacción persona-computador, el síndrome del patito denota la tendencia de los usuarios de computadoras a ser improntados por el primer sistema de software aprendido, y luego juzgan otros según su similitud con el primero. El resultado es que "los usuarios generalmente prefieren sistemas similares a aquellos aprendidos y rechazan los desconocidos". El problema puede presentarse relativamente temprano en la experiencia computacional de los usuarios y se ha observado que dificulta la educación de alumnos en nuevos ambientes.